# Химна Вијетнама
Државна химна Вијетнама носи назив „Војни марш” (виј. Tiến Quân Ca, позната и као „Песма надолазећих војника”), а текст и музику је саставио Ван Као 1944. године. Ова песма је усвојена за државну химну Демократске Републике Вијетнама (Северни Вијетнам) 1945. године, а након Вијетнамског рата и уједињења са Јужним Вијетнамом, усвојена је за званичну химну Социјалистичке Републике Вијетнама 1976. године.

## Употреба
Иако се „Песма надолазећих војника” састоји из две строфе, само је прва призната и користи се као званична химна Социјалистичке Републике Вијетнама.

## Текст
| Tiến Quân Ca | Tiến Quân Ca | Tiến Quân Ca |
| Вијетнамски оригинал | Српски превод |              |
| --- | --- | ------------ |
| Đoàn quân Việt Nam đi Chung lòng cứu quốc Bước chân dồn vang trên đường gập ghềnh xa Cờ in máu chiến thắng vang hồn nước, Súng ngoài xa chen khúc quân hành ca. Đường vinh quang xây xác quân thù, Thắng gian lao cùng nhau lập chiến khu. Vì nhân dân chiến đấu không ngừng, Tiến mau ra sa trường, Tiến lên, cùng tiến lên. Nước non Việt Nam ta vững bền. | Војско Вијетнама, марширај напред Уједињена у одлучности да заштитиш народ, Наши кораци одзвањају на дугом и мучном путу. Наша застава, обојена крвљу победе, носи дух ове земље. Брујање удаљене пуцњаве придружује се нашем маршу. Наш пут славе изграђен је на лешевима наших непријатеља. Превазилазећи тескобе, заједно градимо базу отпора. За народ, боримо се непрестано, Журно ка бојишту! Напред! Сви напред! Вијетнам је вечит. |              |
| Đoàn quân Việt Nam đi Sao vàng phấp phới Dắt giống nòi quê hương qua nơi lầm than Cùng chung sức phấn đấu xây đời mới, Đứng đều lên gông xích ta đập tan. Từ bao lâu ta nuốt căm hờn, Quyết hy sinh đời ta tươi thắm hơn. Vì nhân dân chiến đấu không ngừng, Tiến mau ra sa trường, Tiến lên, cùng tiến lên. Nước non Việt Nam ta vững bền.                  | Војско Вијетнама, марширај напред Златна звезда блиста Води наш народ и нашу земљу изван беде Удружујући се у борби за изградњу новог живота. Издижући се у јединству, разбијајући ланце и окове. Веома дуго смо гутали мржњу. Заклињемо се на жртву зарад бољег живота. За народ, боримо се непрестано, Журно ка бојишту! Напред! Сви напред! Вијетнам је вечит.                                                                          |              |